# Maïeusophilie

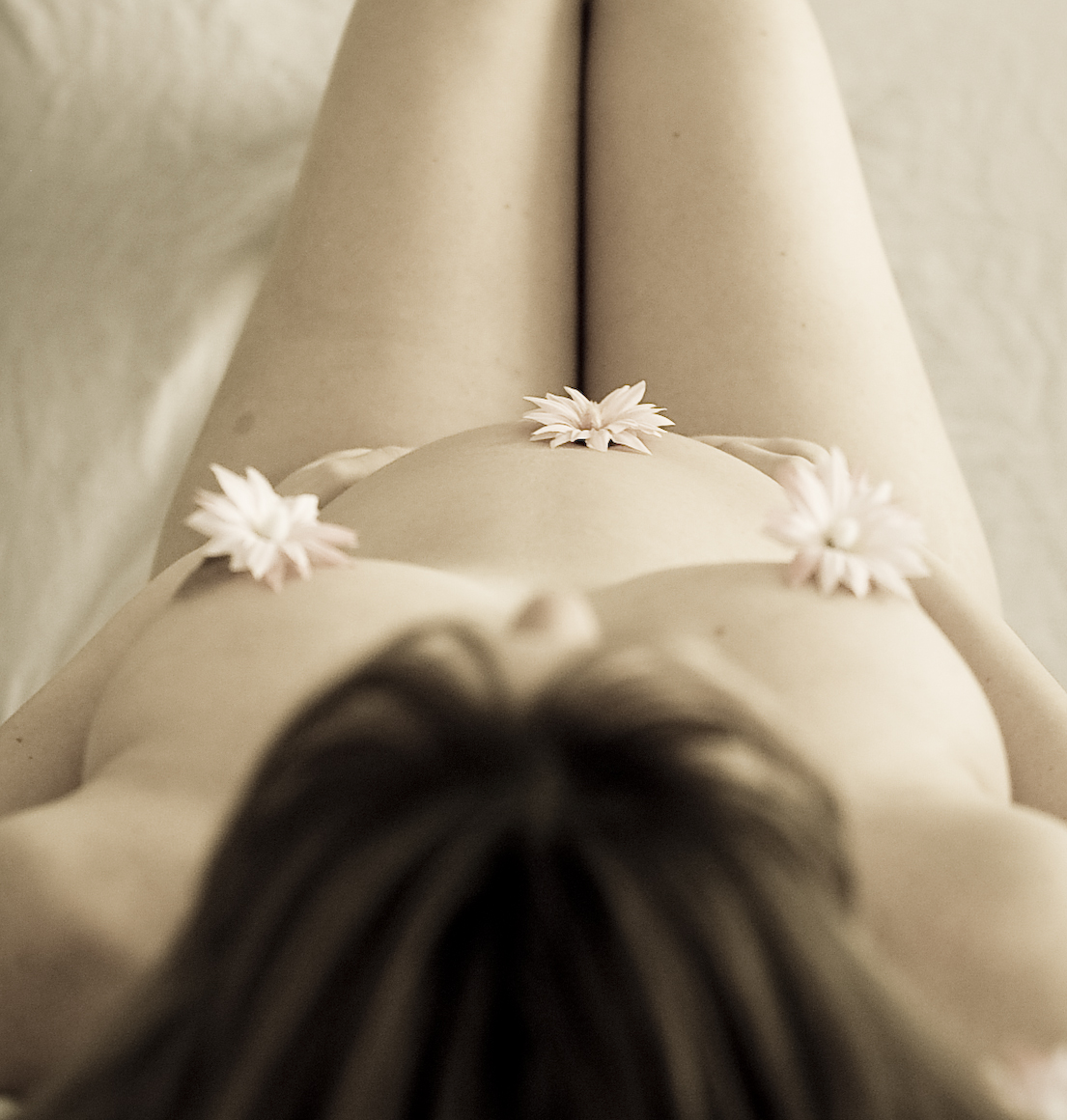
Femme enceinte posant nue.

La maïeusophilie (du grec maïeutiké - « l'art de faire accoucher » et de philia - « amour de »), également connue sous les expressions de fétichisme de la femme enceinte ou maïeusophorie, est un terme utilisé pour décrire les contextes dans lesquels la grossesse est perçue par la société en tant que phénomène érotique.
Cela peut inclure des relations sexuelles avec une femme enceinte ou qui paraît enceinte, attirance sexuelle pour la lactation, ou l'attirance sexuelle de différentes étapes de la fécondité comme la naissance d'un nouveau-né.
Un passage dans Les Exploits d'un jeune Don Juan de Guillaume Apollinaire, traite avec érotisme de l'amour avec une femme enceinte.

## Médias
L'actrice Demi Moore, posant nue durant les quelques étapes de sa grossesse, dans le magazine Vanity Fair datant de 1991 a marqué le début d'une période durant laquelle la grossesse était représentée par les célébrités comme un mode de vie glamour.

## Photographie et vidéographie
Cette période marque également un nouveau marché photographique concernant les femmes enceintes.
On trouvait  déjà dans la Famille des hommes, une photographie devenue célèbre de femme enceinte.